# Bürgermeisterwahl in Ankara 2024
Die Bürgermeisterwahl in Ankara 2024 fand am 31. März statt, während ebenfalls in der ganzen Türkei die Kommunalwahlen stattfanden. Der Amtsinhaber Mansur Yavaş (CHP) wurde mit 60,43 % der Stimmen wiedergewählt.

## Genaues Ergebnis
| Kandidaten        | Kandidaten            | Parteien                               | Stimmen   | %    |
| ----------------- | --------------------- | -------------------------------------- | --------- | ---- |
|                   | Mansur Yavaşgewählt   | Cumhuriyet Halk Partisi                | 2.001.722 | 60,5 |
|                   | Turgut Altınok        | Adalet ve Kalkınma Partisi             | 1.048.111 | 31,7 |
|                   | Suat Kılıç            | Yeniden Refah Partisi                  | 103.719   | 3,1  |
|                   | Hüseyin Bartu Soral   | Zafer Partisi                          | 49.970    | 1,5  |
|                   | Cengiz Topel Yıldırım | İyi Parti                              | 29.984    | 0,9  |
|                   | Gültan Kışanak        | Halkların Eşitlik ve Demokrasi Partisi | 26.500    | 0,8  |
|                   | Cafer Güneş           | Saadet Partisi                         | 14.799    | 0,4  |
|                   | Serkan Ünver          | Yeni Türkiye Partisi                   | 3.419     | 0,1  |
|                   | Zafer Burak Hasar     | Memleket Partisi                       | 5.380     | 0,2  |
|                   | Celal Mümtaz Akıncı   | Demokrasi ve Atılım Partisi            | 5.033     | 0,2  |
|                   | Sonstige              | –                                      | 19.460    | 0,6  |
| Gesamt            | Gesamt                | Gesamt                                 | 3.308.097 | 100  |
|                   |                       |                                        |           |      |
| Ungültige Stimmen | Ungültige Stimmen     | Ungültige Stimmen                      | 109.484   | 3,2  |
| Wähler            | Wähler                | Wähler                                 | 3.417.581 | 79,4 |
| Wahlberechtigte   | Wahlberechtigte       | Wahlberechtigte                        | 4.304.874 |      |
|                   |                       |                                        |           |      |
| Quelle: YSK       |                       |                                        |           |      |